# Infinite (película)
Infinite es una película estadounidense de acción y ciencia ficción, dirigida por Antoine Fuqua. Ian Shorr adaptó el guion y Todd Stein escribió la historia cinematográfica de la novela de 2009 de D. Eric Maikranz, The Reincarnationist Papers. La película está protagonizada por Mark Wahlberg, Chiwetel Ejiofor, Sophie Cookson, Jason Mantzoukas, Rupert Friend, Toby Jones y Dylan O'Brien.
La película estrenó digitalmente en Paramount+, el 10 de junio de 2021, luego de retrasos desde su estreno en cines original en agosto de 2020 debido a la pandemia de COVID-19. Recibió críticas negativas de los críticos, que criticaron la actuación de Wahlberg y el guion, y algunos lo compararon desfavorablemente con otras películas como The Matrix, aunque algunos elogiaron la actuación de Ejiofor.

## Sinopsis
En 1985, en la Ciudad de México, Heinrich Treadway intenta escapar de las autoridades y de un hombre, Bathurst. Él y sus asociados, Abel y Leona, hablan sobre "el huevo", que Treadway robó de Bathurst. Treadway le dice a Abel que si no sobrevive, este último debe recordar "mirar dentro". Se sale de un puente, salta de su automóvil en el aire y se sube a una grúa a 150 pies de distancia. Sin embargo, Treadway observa impotente cómo llega Bathurst y mata a Abel y Leona.
En 2020, Evan McCauley sufre de esquizofrenia. Debido a la institucionalización pasada y el comportamiento violento, no puede conseguir un trabajo. Necesitando medicinas, forja una katana para un gánster local, a pesar de que nunca fue entrenado como herrero. Después de que el trato se arruina, Evan escapa, pero luego es arrestado. Un hombre de la comisaría se presenta como Bathurst. Comienza a referirse a Evan como Treadway y afirma que se conocen desde hace siglos.
Cuando Bathurst consigue que Evan recuerde cosas de su vida pasada, un coche choca contra la habitación. La salvadora de Evan es Nora Brightman, quien lleva a Evan al grupo del que forma parte. Hay alrededor de 500 personas en el mundo que pueden recordar todas sus vidas pasadas, conocidas como los Infinitos. Se han desarrollado dos facciones opuestas entre los Infinitos: los Creyentes y los Nihilistas. Los creyentes, como Nora, piensan que el recuerdo es un regalo que les otorga un poder superior para mejorar el mundo. Los nihilistas como Bathurst lo consideran una maldición. Creen que los Infinitos están condenados a presenciar la autodestrucción de la humanidad. Quieren estar libres de esto y  exterminar toda la vida en la Tierra.
Ambas facciones creen que Evan es la reencarnación de Treadway. Escondido en su memoria de su vida pasada está la ubicación del Huevo, el dispositivo que fue creado para acabar con el mundo. Los Creyentes deben recuperar su memoria y asegurar el Huevo antes de que Bathurst atrape a Evan y le saque la información. Como Nora, la reencarnación de Leona, le explica a Evan, los Infinitos comienzan a recordar cosas cuando son jóvenes. En la pubertad, lo han recordado todo. Por eso a Evan lo diagnosticaron como esquizofrénico. Evan lucha por recuperar los recuerdos de Treadway. Después de una sesión dentro de la máquina de Artisan, Evan logra desbloquear sus recuerdos.
Treadway fue asesinado por Bathurst poco después de que matase a Abel y Leona. Los Creyentes recuperaron su cuerpo y lo llevaron de regreso al Centro, donde se guarda en una cámara. Evan recuerda que se cortó la barriga y puso el Huevo dentro. Bathurst solía ser un camarada de Treadway. Pasaron siglos luchando uno al lado del otro. Sin embargo, Bathurst se desilusionó con la misión de los Creyentes y comenzó a intentar terminar con la reencarnación. El Huevo fue el producto de esa búsqueda. Cuando se activa, atacará el ADN de los seres vivos y destruirá la vida.
El dispositivo con el huevo dentro sale volando de un avión. Evan salta tras él y Bathurst lo sigue. Los dos luchan en el aire, y Evan logra detener la cuenta regresiva sacando el huevo. Dispara a Bathurst con un Dethroner, lo que asegura que Bathurst no renacerá. Evan se ahoga en el océano con el huevo. Mientras tanto Nora y el Artesano destruyen las fichas liberando las almas de los Creyentes atrapados en Bathrust. Nora y Abel renacen y se encuentran al principio. Evan renace en Yakarta, Indonesia. Artisan lo visita y Evan lo reconoce.

## Reparto
- Mark Wahlberg como Evan McCauley
- Chiwetel Ejiofor como Bathurst 2020
- Sophie Cookson como Nora Brightman
- Jason Mantzoukas como Artisan
- Rupert Friend como Bathurst 1985
- Toby Jones como Bryan Porter
- Dylan O'Brien como Heinrich Treadway
- Jóhannes Haukur Jóhannesson como  Kovic
- Liz Carr como Garrick
- Kae Alexander como  Trace
- Tom Hughes como Abel
- Joana Ribeiro como Leona
- Wallis Day como Agente Shin
- Raffiella Chapman como Jinya

## Producción
En marzo de 2017, Paramount Pictures había comprado los derechos de un guion específico titulado Infinite de Ian Shorr con Mark Vahradian y Lorenzo di Bonaventura listos para producir el película. El guion fue descrito como Wanted (2008) se encuentra con The Matrix. En noviembre de 2018, Paramount comenzó negociaciones con Antoine Fuqua para dirigir la película. En febrero de 2019 se anunció que  Chris Evans había iniciado negociaciones para protagonizar la película, con Fuqua confirmado oficialmente como director. Ese mismo mes, se informó que John Lee Hancock había reescrito el guion de Shorr. En junio de 2019, Evans abandonó el proyecto debido a problemas de programación con Defending Jacob, con Mark Wahlberg entrando en negociaciones para reemplazarlo. Wahlberg fue confirmado en agosto, con Sophie Cookson y Dylan O'Brien agregados al elenco. En septiembre de 2019, Chiwetel Ejiofor, Jóhannes Haukur Jóhannesson, Rupert Friend y Jason Mantzoukas fueron elegidos. Tom Hughes fue elegido en octubre de 2019.
Harry Gregson-Williams, que trabajó con el director Antoine Fuqua en sus películas anteriores, compuso la banda sonora. Paramount Music & La-La Land Records lanzaron la banda sonora.

### Rodaje
El rodaje comenzó en septiembre de 2019. Las escenas se rodaron en el centro de Cardiff, Aeropuerto de Farnborough y una instalación de esquí cubierta, The Snow Center, durante una semana fue cerrada al público. El rodaje también se realizó en Londres, Ciudad de México, Guanajuato, Nepal, Ciudad de Nueva York, Escocia, Camboya, Tailandia y los Alpes.

## Estreno
Infinite estaba originalmente programado para su estreno en cines el 7 de agosto de 2020, pero se retrasó hasta el 28 de mayo de 2021 debido a la pandemia de COVID-19. Se retrasó nuevamente hasta el 24 de septiembre de 2021, cuando A Quiet Place Part II se trasladó a mayo. El 6 de mayo de 2021, Paramount canceló el estreno en cines de Infinite, y en su lugar, la lanzó digitalmente a través de Paramount+, el 10 de junio de 2021.

## Recepción

### Crítica
En el sitio web del agregador de reseñas Rotten Tomatoes, el 16% de las reseñas de 77 críticos de la película son positivas, con una calificación promedio de 4.1/10. El consenso de los críticos del sitio dice: "Un thriller de ciencia ficción inicialmente intrigante que rápidamente se convierte en incoherente, Infinite es tan estúpido como intrascendente". Según Metacritic, que asignó una puntuación media ponderada de 28 sobre 100 basándose en 27 críticos, la película recibió "críticas generalmente desfavorables".
Ty Burr de The Boston Globe le dio a la película 1.5/4 estrellas y escribió: "Dirigiéndose directamente a la plataforma de transmisión Paramount+ sin la vergüenza de aparecer en los cines primero, la película es felizmente incoherente y extrañamente genérica, como si hubiera sido ensamblada desde el piezas de repuesto de otras películas y pegadas con acrobacias". De The Hollywood Reporter, David Rooney dijo:" Infinite es una rutina sin alma. Jugó con una sucesión de persecuciones aceleradas mejoradas por CGI y acción de lucha intercalada con ráfagas entumecedoras y un alto concepto geek, el thriller de ciencia ficción de Antoine Fuqua no se ve favorecido por una actuación principal de Mark Wahlberg en su forma más inexpresiva".
En su reseña de Variety, Peter Debruge llamó a la película "Matrix-conoce-aspirante a La vieja guardia (2020)" y escribió: "Cuanto más empiezas a criticar esta película, más innumerables son sus agujeros en la trama, hasta que todo se derrumba sobre sí mismo". Justin Chang de Los Angeles Times dijo:" El guion no se reencarna tanto sino que se recicla, dibujando libremente en las realidades anidadas de Inception, la metafísica de libera tu mente de The Matrix y la amnesia- asesinas revelaciones de las películas de Jason Bourne. Tal vez veas una de esas esta noche". Robert Daniels de RogerEbert.com le dio a la revisión 0.5/4 estrellas, diciendo que" en lugar de crear una maravilla de ciencia ficción de alto concepto, Fuqua Infinite confía en unos efectos visuales de mala calidad y una construcción de mundos complicada para la peor película de su carrera".

### Premios y nominaciones
| Año  | Premio                   | Categoría              | Nominado(s)                                                                                          | Resultado | Ref.   |
| ---- | ------------------------ | ---------------------- | --- | --------- | ------ |
| 2022 | Premios Golden Raspberry | Peor película          | Lorenzo di Bonaventura, Mark Huffam, Stephen Levinson, Mark Vahradian, Mark Wahlberg y John Zaozirny | Nominado  | [ 28 ] |
| 2022 | Premios Golden Raspberry | Peor actor             | Mark Wahlberg                                                                                        | Nominado  | [ 28 ] |
| 2022 | Premios Golden Raspberry | Peor actriz de reparto | Sophie Cookson                                                                                       | Nominado  | [ 28 ] |